# 有馬則氏
有馬 則氏（ありま のりうじ）は、安土桃山時代の武将。有馬則頼の長男。

## 生涯
羽柴秀吉の甥秀次に仕える。天正12年（1584年）4月9日、小牧・長久手の戦いに秀次に従い参戦したが、徳川軍の迎撃を受け戦死した。播磨国淡河の天正寺に葬られた。
有馬家の家督は弟・豊氏が継承した。

## 系譜
『寛政重修諸家譜』には一女が記載されている。則氏の娘は豊氏の養女となり、のちに建部光重に嫁した。則氏の娘と建部光重の間に生まれた長男・有馬吉政は、有馬頼次（豊氏の三男）の養子となってその家を継ぎ、紀州徳川家に仕えており、末裔からは有馬氏倫が出て大名に列した。